# Marina Janicke
Marina Janicke   (Berlín, 19 de juny de 1954), de casada Höhne és una saltadora alemanya, ja retirada, que va competir sota bandera de la República Democràtica Alemanya durant la dècada de 1970.
El 1972 va prendre part en els Jocs Olímpics d'Estiu de Munic, on va disputar les dues proves del programa de salts. En ambdues, el salt de palanca de 10 metres i el de trampolí de 3 metres va guanyar la medalla de bronze.
En el seu palmarès també destaquen una medalla de bronze al Campionat del Món de natació de 1973, així com dues medalles de bronze al Campionat d'Europa de natació de 1970. El 1971, 1972 i 1973 es proclamà campiona nacional de trampolí salt de palanca.
Va estudiar biologia molecular a la Universitat Humboldt de Berlín, on es llicencià el 1985. Posteriorment treballà a l'Institut Robert Koch.